# Abadía de Fountains
La Abadía de Fountains en Yorkshire del Norte, Inglaterra, es un monasterio cisterciense, fundado en 1132, hoy monumento en ruinas. Es una de las abadías cistercienses  más grandes  y mejor conservadas de Inglaterra. Calificada con el Grado I de protección, es propiedad de la Fundación Nacional para Lugares de Interés Histórico o Belleza Natural. Junto con el Parque de Studley Royal, forman parte de Patrimonio de la Humanidad desde 1986.

## Historia
La Abadía de Fountains fue fundada en 1132 como resultado de un conflicto interno en la abadía de Santa María en York. Trece monjes fueron expulsados y tras infructuosos intentos de volver a la orden benedictina, fueron acogidos por el arzobispo de York, Thurstan. Éste les cedió unos terrenos en el valle del río Skell, donde los monjes disponían de todo lo que necesitaron para la creación de un nuevo monasterio: era un lugar protegido de las inclemencias del tiempo, había madera y piedra suficiente para la construcción de las instalaciones, y además una fuente de agua potable. Los monjes solicitaron la adhesión a la Orden del Císter en 1132.
La abadía funcionó hasta 1539, cuando Enrique VIII ordenó la supresión de los monasterios. Los edificios de la abadía y unas 200 hectáreas de terreno fueron vendidos por la Corona, el 1 de octubre de 1540, a Sir Richard Gresham, comerciante de londinense, padre del fundador de la Bolsa de Londres, Sir Thomas Gresham.
Esta abadía fue la tercera mayor de Inglaterra después de la Abadía de Furness.

## Arquitectura

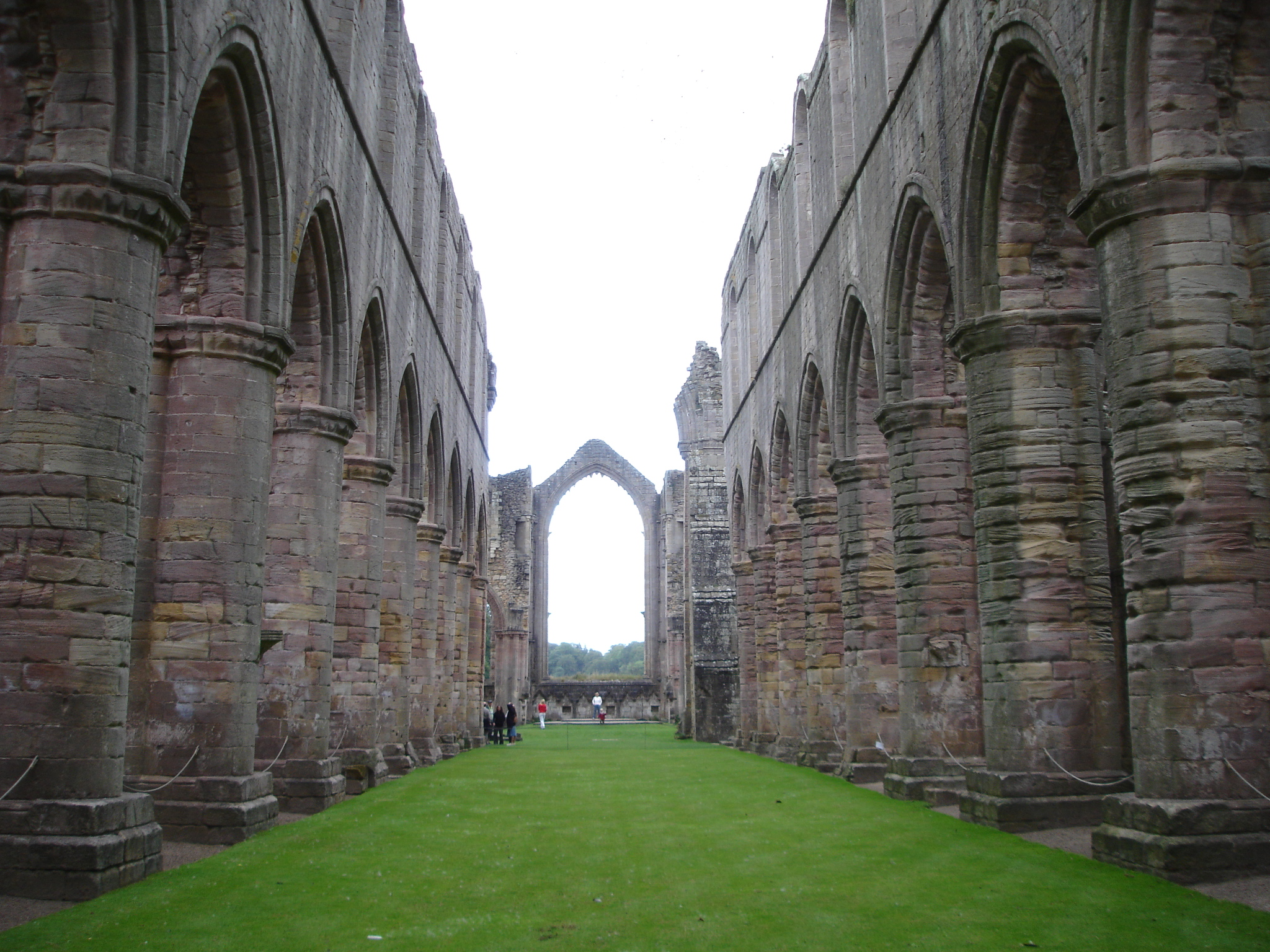
Interior de la nave central

La construcción de la abadía comenzó en 1132, con roca de los alrededores, sin embargo los edificios del monasterio original fueron alterados en la etapa posterior de la orden, por lo que el monasterio perdió la estructura estricta del tipo cisterciense. La iglesia se levanta a poca distancia al norte del río Skell, los edificios de la abadía se extienden hacia el arroyo. El claustro está al sur, con las tres salas capitulares aisladas y el calefactorio abierto al paseo oriental, y el refectorio, con la cocina justo al lado.
Paralela al camino occidental se encuentra una inmensa bóveda, que no sigue el estilo del claustro, que sirve como despensa y bodegas, y que soporta el peso de los dormitorios de los hermanos laicos. Este edificio se extiende al otro lado del río. Las habitaciones de los monjes fueron construidas en un lugar poco habitual, encima de las salas capitulares, al sur del transepto.
Las peculiaridades de la distribución del monasterio incluyen la posición de la cocina, entre el refectorio y calefactorio, y de la enfermería (a menos que haya algún error en su disposición) por encima del río al oeste, contiguo a la habitaciones de los huéspedes. Además, hay un coro muy alargado, comenzado por el Abad Juan de York, entre 1203 y 1211, y continuado por su sucesor, se da por concluido, como en la Catedral de Durham, en el transepto oriental, gracias al trabajo del abad Juan de Kent, entre 1220 y 1247; y hasta la torre, trabajo añadido no mucho antes de la disolución, por el Abad Huby, entre 1494 y 1526, en una posición poco habitual en la parte norte del transepto norte.

## Propiedad de la Fundación Nacional
La Abadía de Fountains es mantenida por el English Heritage, y es propiedad de la Fundación Nacional para Lugares de Interés Histórico o Belleza Natural. Está justo al lado de otra propiedad de la Fundación Nacional los Reales Jardines Acuáticos de Studley, junto con los que están administrados conjuntamente. La Fundación Nacional también posee el Salón de Fountains, que tiene parcialmente permitido el paso al público.